# جورج الكسندر غيل
جورج الكسندر غيل هو قاضي كندي، ولد في 24 يونيو 1906 في مدينة كيبك في كندا، وتوفي في 25 يوليو 1997.